# 萍蓬草
萍蓬草（学名：Nuphar pumila）为睡莲科萍蓬草属的植物。

## 分佈
分布在俄羅斯、歐洲、日本、台灣、朝鮮半島以及中華人民共和國的沿海等地，生長於海拔400公尺至600公尺的地區，见于湖沼，目前尚未由人工引种栽培。

## 分類
本種有兩個受承認的亞種，即：
- 尾瀨萍蓬草 Nuphar pumila subsp. oguraensis (Miki) Padgett：分佈於日本列島。
- 中華萍蓬草 Nuphar pumila subsp. sinensis (Hand.-Mazz.) Padgett：分佈於華南。

## 外部連結
- 萍蓬草 Pingpengcao （页面存档备份，存于） 藥用植物圖像資料庫 (香港浸會大學中醫藥學院) （繁體中文）（英文）